# Begrafenis met militaire eer
Een begrafenis met militaire eer is een teraardebestelling waarbij een ceremoniële rol wordt gespeeld door de krijgsmacht. Ieder land heeft zijn eigen tradities en eigen voorschriften.

## Nederland

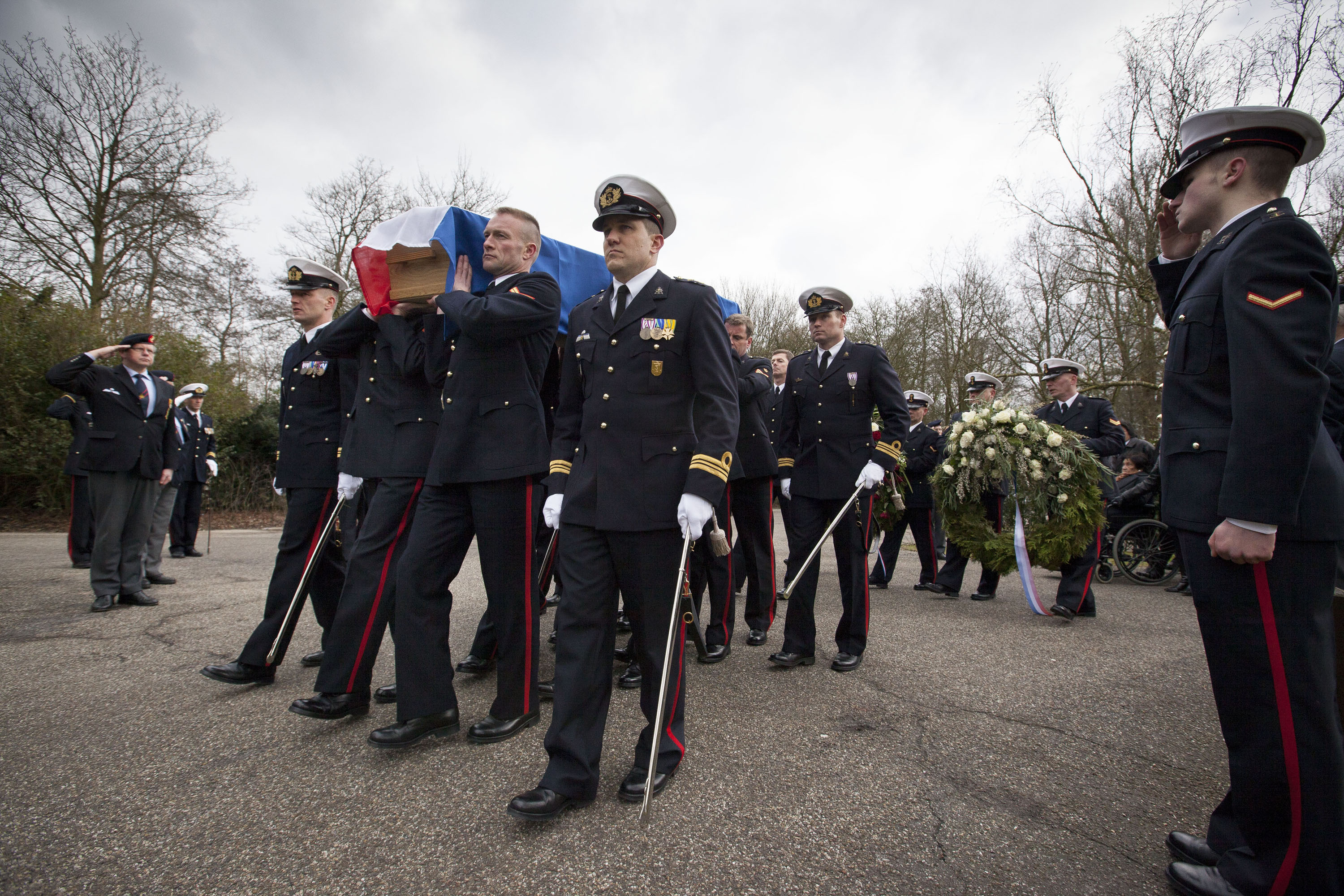
Begrafenis met militair eerbetoon van de Ridder in de Militaire Willems-Orde Giovanni Hakkenberg

In Nederland wordt officieel gesproken van een "begrafenis met militair eerbetoon" waarbij een ceremoniële rol wordt gespeeld door de Nederlandse krijgsmacht. Op verzoek van de overledene of de familie van de overledene kan een militair eerbetoon worden gegeven bij de uitvaart, dat kan ook een crematie zijn, van een oud militair-Ridder in de Militaire Willems-Orde of een op non-actief gestelde, vrijwillig gediend hebbende militair, gerechtigd tot het dragen van een onderscheiding voor moed zoals:
- Het Bronzen Kruis
- Het Vliegerkruis
- Het Kruis van Verdienste
- De Bronzen Leeuw

Ook de ten tijde van hun overlijden in werkelijke dienst zijnde militairen en geestelijk verzorgers hebben recht op een begrafenis met militair eerbetoon.
Voor een begrafenis met militair eerbetoon is een uitgebreid en zeer precies protocol voorgeschreven. In overleg met de familie kan een deel van dat protocol achterwege worden gelaten. Daarin moet dan wel de betrokken commandant worden betrokken. Die kan dan bepalen dat militair eerbetoon beperkt kan worden. Wanneer sprake is van een begrafenis of crematie van nationaal of bijzonder karakter met militair eerbetoon worden afzonderlijke regelingen uitgegeven.
Ook bij een plechtigheid waarbij het stoffelijk overschot niet aanwezig is kan militaire eer worden betoond.

## De plechtigheid
Het militair eerbetoon vindt plaats nabij of op de begraafplaats, dan wel op het terrein van het crematorium. Er is dus geen sprake van een escorte van de kist op de tocht naar de laatste rustplaats.
Het militair geleide van de kist bestaat uit een bevelvoerend officier, bij voorkeur uit de eenheid waartoe de overledene behoorde en een vuurpeloton van acht militairen van de eenheid waartoe de overledene behoorde onder bevel van een onderofficier. Zij vuren desgewenst, maar alleen wanneer dat probleemloos uit te voeren is, een salvo af.
Acht militairen dragen de kist. Zij zijn ongewapend en dragen geen hoofddeksel.
De slippendragers zijn vier militairen, zo mogelijk van gelijke rang of stand als de overledene. Bij een overleden Ridder der Militaire Willems-Orde worden hiervoor eerst dragers uit de orde benaderd. Wanneer dat niet mogelijk is, worden militairen van de naasthogere rang dan die die de overledene zelf bekleedde gezocht. Men zoekt de slippendragers in een korps of regiment waarvan het vaandel als vaandeldecoratie is gesierd met de Militaire Willems-Orde en dat het dichtst staat bij de overleden ridder. Ook de kransdragers worden in beginsel geleverd door de eenheid waartoe de overledene behoorde.
Wanneer de overledene geen militaire achtergrond heeft dienen de slippendragers een officiersrang te bekleden.
De lijkkist wordt bij een begrafenis met militair eerbetoon bedekt met de Nederlandse vlag, waarvan, gezien vanaf het hoofdeinde, het rood rechts, het blauw links van de kist, en de broeking over het hoofdeinde van de kist afhangt; de vlag is geheel uitgespreid en bedekt de gehele kist. Op de witte baan van de vlag liggen het hoofddeksel, de sabel (alleen wanneer de overledene een officier of adjudant-onderofficier was) en de op een donkerblauw, zwart of paars kussen gespelde versierselen van ridderorden en verdere eretekenen die de overledene gerechtigd was te dragen;
Ook een militair muziekkorps of een of meer muzikanten kunnen deel uitmaken van de stoet.
Over het graf wordt traditiegetrouw een eresalvo afgevuurd. Militairen nemen daarna afscheid door front te maken aan het voeteneinde van het graf en 3 tellen lang de eregroet te brengen. Daarna maken zij links- of rechtsom en verwijderen zich.

## Overig ceremonieel
De strijdkrachten kennen tal van vastgelegde ceremoniën bij overlijden. Zo zijn er de voorschriften voor de staatsbegrafenis na het overlijden van een lid van het Koninklijk Huis, de aankomst van een stoffelijk overschot uit het buitenland per vliegtuig, dodenwacht en voorschriften voor het ceremonieel bij een staatsuitvaart voor anderen dan leden van het Koninklijk Huis. Er zijn onder andere algemene regels voor rouw bij overlijden en verstrooiing van as.
Waar sprake was van een uitvaart met militaire eer, is er ook een op naam gestelde driehoekige eerbetoonkist met daarin de gevouwen vlag, bepaalde insignes, de onderscheidingen en de baret van de overledene.